# Emanuel Balling
Emanuel Balling, född 13 december 1733 och död 22 januari 1795, var en dansk tidningsman.
Balling var stiftare av Helsingörske Adressekontors Efterretnigner 1768, och var från 1772 utgivare av Kiöbenhavns Aftenpost. Han var med om att instifta det berömda pedagogiska Selskab for Borgerdyden.